# Conques (antic municipi)
|  | Aquest article tracta sobre l'antic municipi d'aquest nom. Si cerqueu la vila, vegeu «Conques (Conca Dellà)». |

| \| ← \| 1812 — 1970 \| → \|                   |                                                  |   |
| Escut d'armes                                 |                                                  |   |
| Conques dins d'Isona i Conca Dellà            |                                                  |   |
| Període històric                              | Edat Contemporània                               |   |
| • Creació del municipi (Constitució de Cadis) | 1812                                             |   |
| • Annexió a Isona i Conca Dellà               | 1970                                             |   |
| Gentilicis                                    | Conquenc, conquenca gent de bé, toscos (malnoms) |   |
| Altitud                                       | 584 m                                            |   |
| Superfície                                    | 18,39 km²                                        |   |
| Població                                      |                                                  |   |
| • 2006                                        | 124                                              |   |
| ←                                             | 1812 — 1970                                      | → |

L'antic municipi de Conques és un dels sis termes ajuntats el 1970 al d'Isona per tal de formar el nou terme municipal d'Isona i Conca Dellà (els altres foren Benavent de Tremp, Figuerola d'Orcau, Isona, Orcau i Sant Romà d'Abella). L'antic terme de Conques limitava al nord amb el d'Orcau, al nord-est amb el de Sant Romà d'Abella, al sud-est amb el d'Isona, al sud amb el de Sant Salvador de Toló, ara de Gavet de la Conca, al sud-oest amb el de Llimiana i el d'Aransís, ara també de Gavet de la Conca, i al nord-oest amb el de Figuerola d'Orcau.
L'ajuntament de la vila de Conques havia estat creat a partir de l'aplicació de la Constitució de Cadis, el 1812, i subsistí fins a la fusió suara esmentada.
És l'únic dels sis antics termes que travessa el riu de Conques, de manera que aquest riu constitueix l'eix d'aquest antic municipi, estès en els dos vessants de la vall.

## Etimologia
El topònim Conques és un mot romànic amb el mateix significat actual, que ja apareix, llatinitzat, des de principis del segle xi, en les formes Concas, Conchas i Chonchas. Mentre pervisqué la influència llatina en la documentació, es mantingueren aquestes dues grafies. Després, amb l'entrada de l'ús del català en la documentació escrita, passaren a alternar-se les formes Conques i Concas o Conchas, per anar-se afermant la grafia catalana correcta, la qual, ajudada per la pronúncia dialectal, fou la definitivament adoptada, fins i tot en documents més tardans, redactats en castellà.
És un nom del tot descriptiu de la realitat geogràfica de la vila: és en una conca que pertany a una altra conca: la Conca Dellà.

## Geografia

### Descripció geogràfica
Conques contribuí amb 18,39 km² al nou terme municipal d'Isona i Conca Dellà, que en fa 135,27.
Repartit meitat i meitat a cada banda del riu de Conques, o de Gavet, l'antic terme municipal de Conques ocupa en la meitat nord un espai força muntanyós, i al sud, un de bastant pla, encara que amb alguna elevació important.

#### El perímetre de l'antic terme

##### Límit amb l'antic terme d'Aransís (Gavet de la Conca)
Els límits de l'antic municipi de Conques estan poc definits per accidents orogràfics; per tant, en bona part són arbitraris, definits pels antics senyorius, límits parroquials i, en definitiva, la propietat de la terra. Partint de l'extrem sud-oest, on el riu de Conques passa pel vessant de ponent de lo Tossal i troba el barranc dels Cualls, el termenal amb Gavet de la Conca (antigament, d'Aransís) emprèn la direcció sud-est seguint de primer fidelment el barranc de Guixers, per a abandonar-lo al cap de poc, enfilant-se cap al sud de forma paral·lela al barranc, cap a un altre barranc, el del Roi, la Masia de Pijolan i Cal Menal. En aquest lloc va a trobar el termenal amb Llimiana, en el seu enclavament dels Obacs de Llimiana.

##### Límit amb Llimiana (els Obacs)
Continua pujant suaument, sempre en direcció sud-oest, fins a arribar a l'alçada de l'Hostal de Jaumet de l'Obac, popularment anomenat la Venta,, on hi ha el barranc de la Ferreria i Cal Bosquet de Baix (que queda, però fora de Conques), i on s'acaba el termenal amb Llimiana i retroba el de Gavet de la Conca (ara, l'antic terme de Sant Salvador de Toló).

##### Límit amb l'antic terme de Sant Salvador de Toló (Gavet de la Conca)
Des d'aquest lloc, el límit del terme inflexiona cap al nord-est, per anar de dret al Purredó, travessant el barranc de la Rovira. D'aquí baixa de dret cap al riu de Conques prenent com a referència el barranc de la Font de Purredó.

##### Límit amb l'antic terme d'Isona (Isona i Conca Dellà)
Quan arriba al riu de Conques, segueix uns metres el riu cap al nord-oest, per seguir, des de l'arribada del barranc de la Colomera, una línia recta cap al nord-oest que porta el termenal fins a prop d'Isona, al seu nord-oest, al lloc conegut com a Pla d'Avall o Pla de la Vall, on antigament es trobaven els tres termes: Conques, Isona i Sant Romà d'Abella. Cal recordar que des del lloc on ha trobat el riu de Conques, aquest tram ja no és actualment límit municipal.

##### Límit amb l'antic terme de Sant Romà d'Abella (Isona i Conca Dellà)
Des del Pla de la Vall, el termenal amb Sant Romà d'Abella anava cap al Pla de Basturs, evitant pel nord el Mont de Conques, fent un arc cap al nord.

##### Límit amb l'antic terme d'Orcau (Isona i Conca Dellà)
Al Pla de Basturs s'acabava el termenal amb Sant Romà d'Abella, i començava el límit amb Orcau, que no és de gaire extensió i té una forma ondulada alternant les direccions de ponent i nord.

##### Límit amb l'antic terme de Figuerola d'Orcau (Isona i Conca Dellà)
El termenal discorre pels vessants nord-occidentals del Mont de Conques, fins a arribar a ran de Figuerola d'Orcau. Aquí el termenal és amb aquesta darrera població. Fa un arc per tal d'evitar-la, i va a cercar la Segla de les Bassades, torrent pel qual es torna a trobar el riu de Conques, sempre en direcció sud-oest, davant mateix de lo Tossal.

#### L'interior del terme
La meitat nord està centrada en el Mont de Conques, que té el seu punt més alt en el Tossal de la Cassola, de 699 m. alt. En el vessant nord-est d'aquest tossal és on hi ha el santuari de la Mare de Déu de les Esplugues, a 671 m. alt.
La meitat sud, té, pel seu costat, dues meitats: la nord, a ran de riu, és plana; la sud està constituïda per un seguit de turons: de llevant a ponent, el Puig-redó (o Purredó, o Serrat del Patxot), de 725 m. alt., el Serrat de Carreró, de 699, i lo Tossal, de 572.
El terme de Conques era realment una conca: solcat per la meitat pel riu de Conques, o de Gavet, al nord del riu es troba el Mont de Conques, del qual, prop de l'extrem de llevant del terme, baixa el barranc de la Boïga, i encara més a llevant el de Solans, cap al riu de Conques. Al sud, una plana ran de riu, que va pujant progressivament cap a les muntanyes descrites més amunt, de les quals baixen, cap al sud-est, el barranc de la Rovira, i el de la Cabana del Soldat, cap al centre del terme.

### Nuclis de població
| Entitat de població | Habitants |
| ------------------- | --------- |
| Conques             | 124       |
| Font: Idescat       |           |

La vila de Conques és l'únic nucli de població de l'antic terme. Hi havia hagut el castell de Castelltallat, però roman desert i abandonat des de fa un segle, aproximadament. Els darrers temps s'havia reduït a una masia. Hi ha també el santuari de la Mare de Déu de les Esplugues, al nord del terme, i l'antic hostal de Jaumet de l'Obac, al sud. Prop d'aquest indret hi ha els vestigis de l'església de la Mare de Déu del Serrat.
Pascual Madoz inclogué en el seu Diccionario... quatre cases disperses: Castelltallat, la casa del Molí fariner, la casa Masover i la de Jaumont de l'Obac.

## Història
La vila de Conques és documentada des del 1033, i el castell, des del 1055.
El castell de Conques, abans de ser incorporat a la baronia d'Orcau, era un castell termenat, que confrontava a llevant amb el de Llordà i el de Biscarri, a migdia i ponent amb els de Llimiana i Mur, i a tramuntana amb els d'Orcau, Basturs i Abella.
Des dels seus inicis, el castell de Conques apareix lligat als comtes de Barcelona, als quals hagueren de reconèixer la jurisdicció els d'Urgell, El castlà de Conques en aquell moment (entre 1053 i 1071 era Bernat Guillem i la seva muller Ademar, i el fill de la primera dona, Borrell. El 1067 la comtessa Sança d'Urgell reconegué la senyoria superior dels de Barcelona, però en retingué la senyoria directa.
El 1281 Ramon d'Orcau, baró d'Orcau, adquirí Conques, i convertí el seu castell en la seva segona vila, passant aviat per davant de la tradicionalment considerada cap dels seus territoris: Orcau. Conques era el lloc més ben comunicat i, alhora, amb mes poblaciò..
Dona testimoni de la importància comarcal que adquirí Conques a darreries de l'edat mitjana el fet que acollí l'únic convent de monges clarisses dels Pallars, Santa Clara de Conques. Fou establert vers 1342 pels barons d'Orcau, i protegit per l'infant Enric d'Aragó el 1483, quan el va posar sota l'empara reial. Fou, tanmateix, de vida efímera, ja que el papa Urbà VIII el suprimí el 1634, pel fet que ja havia estat abandonat per la comunitat i l'edifici era mig en ruïnes. També hi havia hagut Hospital de pobres.
Al llarg de la història, Conques ha jugat papers importants en diferets moments, com veurem tot seguit. Ha estat en més d'un període el nucli de població amb més habitants, tot i que a finals del segle XX a fet una devallada com tots els altres pobles de la rodalia.

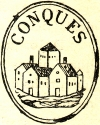
Segell municipal de vers el 1900

El 1380 ja se li coneixen 60 focs (uns 300 habitants), i 68 el 1553. Durant el segle xviii, com moltes poblacions de Catalunya, sofreix un ascens considerable, després de la fortes crisis dels segles anteriors: si el 1718 hi consten 160 persones, el 1787 ja en són 519, que van en augment fins al 1860: 700 habitants. És el moment en què Conques és una de les tres subseus del corregiment de Talarn.
Així, en el cens del 1857 Conques apareix amb 677 habitants i 134 cèdules personals inscrites, repartides de la manera següent: Conques, 668 habitants i 132 cèdules, i Castelltallat, 9 i 2.

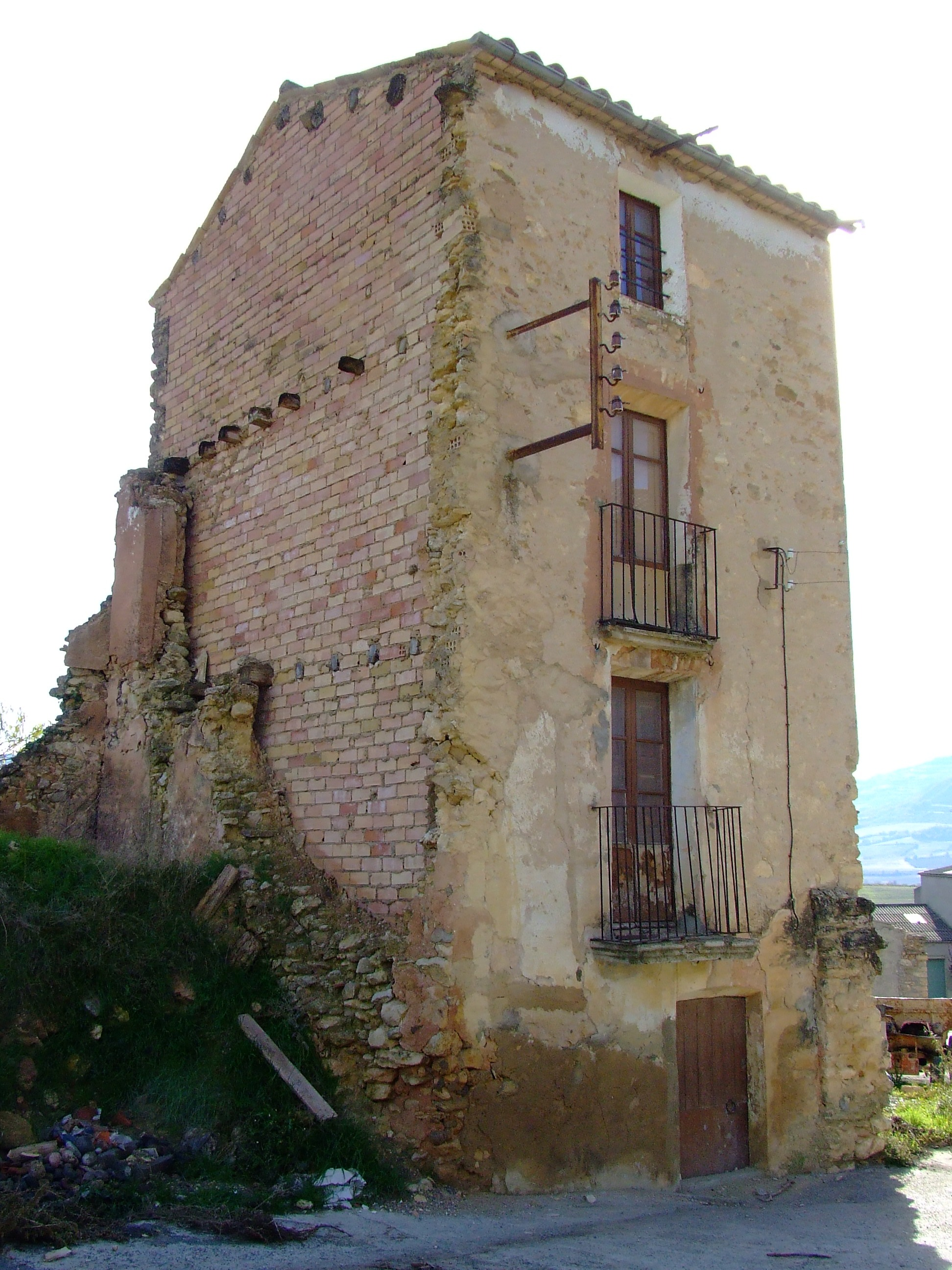
Una casa supervivent dels bombardeigs del 1938

Tot seguit, però, començà la davallada que ha perdurat fins als nostres dies: 437 h. el 1900, 332 el 1910, 276 el 1936, 244 el 1950, 163 el 1970 i 161 el 1981. En l'actualitat, compta amb 124, extrets del padró del 2006.
Fins al 1831, any d'extinció dels senyorius, Conques pertangué als barons, després comtes, d'Erill, que havien integrat entre les seves pertinences la baronia d'Orcau.
El 1938 Conques quedà en terra de ningú entre les posicions franquistes, que eren al Mont de Conques i a Figuerola d'Orcau, i les republicanes, amb seu a Isona. Fou quasi un any de combats i bombardeigs sovintejats, que provocaren grans destrosses. En els informes de l'organisme anomenat Regiones devastadas, Conques consta, el setembre del 1939 amb 4 edificis en ruïnes i 95 amb diversos danys, dels 235 de la vila. Cal dir que s'hi fa constar que els mateixos veïns ja havien rehabilitat diverses cases. En el Mont de Conques quedaren nombroses restes de la guerra, com diversos búnquers i nius de metralladores, fàcilment visitables actualment pels excursionistes.

### L'antic ajuntament de Conques
L'alcaldia de Conques fou exercida, al llarg dels anys, per les persones següents:
- Antoni Mateu (1884)
- Antoni Gomà (1885)
- Josep Vilanova i Carrera (1891-1893) (Antoni Bastús i Aymerich, tinent d'alcalde)
- Antoni Solé (1896)
- Antoni Martínez (1899)
- Joan Simó (1944)

## Llocs d'interès
Com a resum, heus ací un llistat dels llocs d'interès de l'antic terme de Conques:

### Històric
- Vila de Conques (restes de la vila closa, portals exteriors i interiors). La nova Font de Conques, construïda pe'l vehì del poble Joan Costa Claverol al 1928. Es va fer una mica mes amunt de l'antiga font de 5 canyos, on per baixar'hi hi habia tres graons molt perillosos.
- Sant Miquel de Conques
- Castell de Conques
- Sant Sadurní del Castell de Conques
- Castell de Castelltallat (castell i despoblat, amb les cambretes del mas)
- Mare de Déu de les Esplugues
- Búnquers, nius de metralladora i trinxeres de la Guerra Civil.

### Paisatgístic
- Mont de Conques
- Vistes sobre el riu de Conques i els sectors d'Aransís i Sant Salvador de Toló del veí terme municipal de Gavet de la Conca.

## Activitat econòmica
Temps enrere, Conques havia acollit una interessant activitat preindustrial: al segle xviii hi són censats vint teixidors de lli i quatre de llana, dos filadors de seda, alguns cardadors, un molí de nocs o bataner (molí que amb la força hidràulica sotmetia la llana a un dels passos que calia seguir en la seva preparació abans de teixir) i una mina de carbó.
L'informe de Pascual Madoz, de mitjan segle xix, constata que a Conques es produïa blat, sègol, civada, ordi, mongetes i llegums, llana, cànem, vi i oli, del qual fa l'observació que les grans glaçades del 1827 havien malmès de forma molt considerable les oliveres, i en aquell moment la producció d'oli era escassa. Madoz també parla de l'existència de fleca, botiga, hostal i taverna, comunals, l'explotació dels quals establiments es treia a subhasta cada any.
També hi havia en aquell moment el Molí de Codina, mogut amb les mateixes aigües de les fonts públiques de la vila, i s'hi celebraven diverses fires anuals: per Sant Antoni (17 de gener), al voltant del bestiar porcí, el quart diumenge de quaresma i el 14 de setembre. Avui dia no se'n celebra cap. També s'hi feia mercat dos dies a la setmana.
En l'actualitat, el terme de Conques no es diferencia gaire, econòmicament, de la resta del seu terme municipal actual: granges porcines molt adaptades als processos industrialitzadors actuals, i explotació agrària extensiva quan el terreny ho permet. Els mercats i fires on concorren els habitants de Conques són el d'Isona i el de Tremp.

## Serveis turístics
A l'antic terme de Conques hi ha un sol servei de caràcter turístic: Ca l'Estudiant, una casa rural.

## Comunicacions
Està comunicat per les carreteres comarcals C-1412b i C-1412bz amb Isona, i Tremp. Per pistes rurals en bon estat, amb les granges del seu terme.
Pel que fa a mitjans de transport públic, Conques compta amb parada de l'autobús de la línia Barcelona - la Pobla de Segur, amb un servei al dia en direcció a Barcelona, al matí ben d'hora, i un altre a mitja tarda en direcció a la Pobla de Segur. També hi passa la línia Barcelona - eth Pònt de Rei, amb dos cotxes a mig matí en direcció a la Vall d'Aran (un d'ells té final de trajecte a Esterri d'Àneu), i dos a primera hora de la tarda cap a Barcelona.